# Università di Leicester
L'Università di Leicester è un'università con sede a Leicester, in Inghilterra, con circa 17.000 studenti. Il campus principale è circa un miglio a sud del centro cittadino, vicino a Victoria Park ed al Wyggeston and Queen Elizabeth I College.

## Storia
L'università è stata fondata nel 1918 col nome di Leicestershire and Rutland College. Il sito fu donato da un fabbricante di tessuti locale, Thomas Fielding Johnson, per creare un monumento a coloro che persero la vita nella prima guerra mondiale. Ciò si riflette nel motto dell'università "Ut Vitam Habeant" ("Affinché possano vivere"). L'edificio centrale risale al 1837.
I primi studenti furono ammessi nel 1921. Nel 1927 gli studenti sostennero gli esami per le lauree esterne dell'Università di Londra. Dal 1957 il college ottenne lo status di università ed il diritto di rilasciare lauree.
Nel 1984 Alec Jeffreys del dipartimento di genetica sviluppò il fingerprinting genetico. 
Nel settembre del 2012 un team di archeologi dell'ateneo scoprirono i resti di re Riccardo III d'Inghilterra.

## Organizzazione
L'università è organizzata in 5 facoltà:
- facoltà di medicina e biologia;
- facoltà di arte;
- facoltà di diritto;
- facoltà di scienze;
- facoltà di scienze sociali (ingrandita nel 2004 per includere la facoltà di educazione);
- facoltà di ingegneria.